# بخش لادیز
بخش لادیز، یکی از بخش‌های شهرستان میرجاوه در استان سیستان و بلوچستان ایران است. مرکز این بخش، شهر لادیز است.

## تقسیمات کشوری
- بخش لادیز
  - دهستان تمین
  - دهستان لادیز
  - دهستان جون‌آباد

شهر: لادیز

## جمعیت
بر پایه سرشماری عمومی نفوس و مسکن در سال ۱۳۹۵، جمعیت بخش لادیز برابر با ۲۲٬۹۶۰ نفر بوده‌است.